# Richard Wright (auteur)
Richard Nathaniel Wright (Roxie, 4 september 1908 – Parijs 28 november 1960) was een Afro-Amerikaans schrijver en essayist.

## Leven en werk
Wright groeide in armoedige omstandigheden op in het Zuiden van de Verenigde Staten. Op zijn 17e trok hij naar Chicago en in 1937 naar New York. In de jaren veertig groeide hij uit tot een belangrijk woordvoerder van de zwarte Amerikaanse bevolking, eerst met zijn verhalen uit Uncle Tom's Children (1938) en vervolgens met zijn beroemde roman Native Son (1940).
Native Son (in Nederlandse vertaling: Zoon van Amerika) is te zien als een scherpe aanval op het racisme in de Amerikaanse maatschappij. De roman schetst het verhaal van Bigger Thomas, een zwarte Amerikaan uit Chicago, die voortdurend overal haat voelt en doorlopend angstig is. Na een feestje brengt hij een ietwat dronken blank meisje naar huis en doodt haar vervolgens in paniek als zij plotseling begint te schreeuwen. Als zijn vriendin hem wil bewegen zich aan te geven, doodt hij ook haar. Na een klopjacht wordt hij gearresteerd, bijna gelyncht, en wordt uiteindelijk na een twijfelachtig proces, door een rechter die herverkozen wil worden ter dood veroordeeld. Niettegenstaande de misdaden van Bigger Thomas wordt hij door Wright toch meer neergezet als slachtoffer dan als dader. Doorheen de roman is de haat van blanken jegens de zwarte bevolking en het racisme in de Amerikaanse maatschappij voortdurend voelbaar.
Wright zag zijn eigen leven als kenmerkend voor de Amerikaanse zwarte man en beschreef het in de veelgeprezen autobiografie Black Boy (1945). Opvallend genoeg werd die representativiteit vooral door de zwarte gemeenschap betwist, die hem verweet dat hij het leven van hun gemeenschap wel erg negatief voorstelde.
Wright wordt beschouwd als een van de grootste zwarte schrijvers van Amerika met een grote invloed op de 'zwarte' Amerikaanse roman.

## Citaat
Men can starve from a lack of self-realization as much as they can from a lack of bread
— Native Son, 1957

## Trivia
- In 1999 werd Native Son gekozen in de Modern Library-lijst van 100 beste Engelstalige romans uit de 20e eeuw;
- Native Son werd diverse malen verfilmd, namelijk in 1951 (geregisseerd door Pierre Chenal), 1986 (geregisseerd door Jerrold Freeman) en 2019 (geregisseerd door Rashid Johnson).

### Fictie
- 1938 - Uncle Tom's Children, vertaald als De kinderen van oom Tom
- 1939 - The Man Who Was Almost a Man
- 1940 - Native Son , vertaald als Zoon van Amerika door A.W. Ebbinge-van Nes (in 1989) en als Een van ons door Molly van Gelder en Paul Bruijn (in 2024)
- 1953 - The Outsider
- 1954 - Savage Holiday, vertaald als Barbaarse sabbath
- 1958 - The Long Dream, vertaald als De lange droom
- 1961 - Eight Men, vertaald als Acht mannen door Margrit de Sablonniere
- 1963 - Lawd Today
- 1994 - Rite of Passage
- 2008 - A Father's Law, postuum uitgebracht op Wrights 100ste geboortejaar

### Non-fictie
- 1940 - How "Bigger" Was Born; Notes of a Native Son
- 1941 - 12 Million Black Voices: A Folk History of the Negro in the United States
- 1945 - Black Boy, vertaald als Negerjongen (1947)
- 1954 - Black Power, vertaald als Zwarte kracht (1956); een terugblik op een verblijf aan de Goudkust
- 1956 - The Color Curtain: A Report on the Bandung Conference
- 1957 - Pagan Spain
- 1968 - Letters to Joe C. Brown
- 1975 - American Hunger

### Essays
- 1937 - The Ethics Of Living Jim Crow: An Autobiographical Sketch
- 1937 - Blueprint for Negro Literature
- 1945 - Introduction to Black Metropolis: A Study of Negro Life in a Northern City
- 1951 - I Choose Exile
- 1957 - White Man, Listen!, vertaald als Blanke, luister toch! (1957)

### Poëzie
- 1998 - Haiku: This Other World